# 祁答院良重
祁答院 良重（けどういん よししげ、大永6年（1526年） - 永禄9年1月15日（1566年2月5日））は、戦国時代の武将。虎居城城主。通称は又二郎、河内守。祁答院氏13代当主。父は祁答院重武、子に長男重経（田中と号した）、次男重種（養子とも）、三男重加と、娘が一人あった。なお、没年については永禄2年（1559年）没説もある。
桓武平氏秩父党の一派である渋谷氏の一族（血脈としては紀姓大井氏）。北薩摩地方から大隅地方にかけ勢力を拡げ、同じ渋谷一族である東郷氏・入来院氏らと連携し、薩摩国守護である島津氏に時に従い、時に対立を続けた国人。

## 生涯
天文7年（1538年） 父・祁答院重武の死により家督相続した。
天文23年（1554年） 同盟関係にあった蒲生氏が、蒲生・祁答院両氏と敵対していた島津氏に与する肝付氏の加治木城を攻撃。これに対し、島津貴久は蒲生氏の攻撃の矛先を逸らそうと同年9月12日、蒲生方の岩剣城に兵を進めた。これを迎え撃ったのが、祁答院良重である。岩剣城は三方をそそり立った崖に囲まれた山上に有る天然の要害であり、その険阻な様子をみた島津忠良（日新斎）は、島津義久ら三兄弟のうちの誰かが「死なねば落ちまい」と語ったと伝えられている。良重は奮戦したが、岩剣城が包囲されたことを知った蒲生勢は、加治木城の包囲を解いて救援に向かうも、岩剣城北部の平松（現鹿児島県姶良市）で島津勢と激突し敗走。また、この戦いで良重の嫡子・重経も戦死した。援軍の見込みの無くなった良重はじめ城兵は、夜陰に紛れて落ち延び、同年10月3日頃、岩剣城は島津軍の手に落ちた。
その後、良重は帖佐城・平安城に拠り、島津貴久の侵攻に抵抗を続けた。しかし、天文24年（1555年）、島津義弘、喜入季久らの猛攻撃を受け、さすがの良重も支えきれず、祁答院へと退去する至った。その後も、良重は蒲生氏の支援を得て、帖佐奪還を試みたが、義弘軍に迎撃され大敗。弘治3年（1557年）には、その蒲生氏も本拠を島津軍に包囲され、当主・蒲生範清は、良重の取り成しを入れて島津貴久に降伏する事となった。その時、良重は蒲生範清・蒲生為清父子を祁答院の松尾城に迎えて保護している。
こうして、良重は帖佐の本城を失い、次いで蒲生城の救援に失敗して最大の同盟者を失い、最盛期程の勢いは失ったが、姶良地方より撤退して虎居城に拠り、入来院氏・東郷氏らの渋谷一族である諸勢力と結んで一定の力は保っていた。だが、永禄9年（1566年）の正月に、妻・虎姫によって刺殺された。法名は「樹蔭得鉄大禅定門」。
この後、祁答院氏は良重の死により領地経営が出来なくなり、祁答院氏の家長である大井実勝・高城重治・久富木重全の三名の連判により、祁答院氏の領地は全て入来院重嗣に譲渡され没落の運命を辿る事となった。良重の死後、日向国飫肥へ出奔していた三男の重加が嫡流と定められた。その家督を継いだ子や孫は養子であるが、島津軍団の一員として諸処の合戦に出陣、子孫は入来院氏、喜入氏の家臣として続いたと伝えられている。

## エピソード
- 良重は弓射の達人と伝えられ、馬の飼育にも熱心であるなど、戦上手な戦国武将として一角の人物であった。だが、子供を弓の標的として殺害したり、自分の意にそわない家臣を押し込めたり、城外に追放するなど横暴な振るまいも多かったという（しかし、この行状は敵対していた島津氏側の記録によるものであり、事実よりも大袈裟に脚色された可能性もある）。
- 良重は天文9年（1540年）に虎居の大明神、永禄4年（1561年）に鬼丸大明神、同8年に大願寺の雨華堂を修築している。

## 補注
1. ↑  ちなみに、この城攻めは祁答院・島津氏共に攻防で種子島（火縄銃）を使用し、日本で初めて実戦で鉄砲を使用した戦いとされる。また、島津義久・島津義弘・島津歳久の三兄弟が初陣した合戦でもある。
2. ↑  島津実久の娘（義虎の姉）。 武家家伝「祁答院氏」では島津義虎の娘としているが、嫡男・重経は天文7年生まれで、生母は虎姫と『本藩人物誌』および、『新薩摩学　中世薩摩の雄 渋谷氏』（南方新社　2011年）に所収された祁答院氏系図にはある。義虎は天文5年生まれであるので、虎姫を義虎の娘とするには無理がある。
3. ↑  島津貴久の侵攻により所領を奪われ、永禄2年（1559）に殺害されたともいう説もあり。